# Districte de Chamoli
El districte de Chamoli és una divisió adminbistrativa de l'estat d'Uttarakhand a l'Índia, amb capital a Gopeshwar. La superfície és de 7520 km² i la població de 370.360 habitants.
Administrativament estava format per 6 tehsils, 9 blocks, 552 gramsabha, 1233 pobles, 2 nagar palika, 4 nagar panchayat i 5 thanes o estacions de policia.
Blocks :
- Joshimath
- Dasoli
- Pokhari
- Ghat
- Karnaprayag
- Tharali
- Narayanbagar
- Dewal
- Gairsain

Tehsils:
- Joshimath
- Chamoli
- Pokhari
- Karnaprayag
- Tharali
- Gairsain

El districte es va separar del districte de Pauri Garhwal el 24 de febrer de 1960. L'octubre de 1997 dos tehsils complets i part de dos blocks de desenvolupament van formar el nou districte de Rudarprayag.